# Grand-Auverné

Grand-Auverné este o comună în departamentul Loire-Atlantique, Franța. În 2009 avea o populație de 782 de locuitori.